# Campeonato Cearense 1949
In 1948 werd het 34ste Campeonato Cearense gespeeld voor clubs uit Braziliaanse staat Ceará. De competitie werd georganiseerd door de FCF en werd gespeeld van 20 maart 1949 tot 19 maart 1950. Fortaleza werd kampioen.

## Eerste fase
| Plaats | Club        | Wed. | W | G | V | Saldo | Ptn. |
| ------ | ----------- | ---- | - | - | - | ----- | ---- |
| 1.     | Fortaleza   | 10   | 6 | 1 | 3 | 28:16 | 13   |
| 2.     | Ferroviário | 10   | 5 | 3 | 2 | 23:11 | 13   |
| 3.     | Ceará       | 10   | 5 | 1 | 4 | 22:21 | 11   |
| 4.     | Gentilândia | 10   | 3 | 4 | 3 | 22:29 | 10   |
| 5.     | Peñarol     | 10   | 2 | 3 | 5 | 15:28 | 7    |
| 6.     | América     | 10   | 3 | 0 | 7 | 17:22 | 6    |

|  | Finale |

### Finale
Er werden vier wedstrijden gepland, Ferroviário speelde de vierde niet omdat ze protesteerden tegen de verdeling van de inkomsten. Fortaleza werd zo tot kampioen uitgeroepen.
|                               |             |       |           |  |
| 5 maart 1950 Eerste wedstrijd | Ferroviário | 3 - 0 | Fortaleza |  |
| 5 maart 1950 Eerste wedstrijd |             |       |           |  |

|                                |             |       |           |  |
| 12 maart 1950 Tweede wedstrijd | Ferroviário | 1 – 1 | Fortaleza |  |
| 12 maart 1950 Tweede wedstrijd |             |       |           |  |

|                               |           |       |             |  |
| 19 maart 1950 Derde wedstrijd | Fortaleza | 2 – 1 | Ferroviário |  |
| 19 maart 1950 Derde wedstrijd |           |       |             |  |

### Kampioen
| Campeonato Cearense de 1949    |
| Ceará                          |
| ------------------------------ |
| FORTALEZA Kampioen (14° titel) |